# ロールス・ロイス・ファントムVI
ファントムVI（Phantom VI ）はロールス・ロイスが1968年から1991年まで製造した乗用自動車である。
1968年のロンドンショーで発表された。ファントムVからの改良点はV型8気筒エンジンのヘッドがシルヴァーシャドウと共通にして出力向上を図ったこと、エアコンを前後キャビン分割としディヴィジョンを上げていても運転手がエアコンの恩恵を受けられるようになったこと等と細部であり、価格は最終型のファントムVから£1,723も高くなり税込£12,844にもなったため、値上げのための口実と見る人もいた。
トランスミッションは静かなことで有名な自社製またはゼネラルモーターズ製400ターボハイドラマチック3AT。乗員はリアシート前に設置される折畳式の補助席2人を含めて7人乗り。全長6,040mmまたは6,045mm、全高1,750mm、重量2,800kgもある堂々としたモデルであるが、最高速度はメーカー発表値で160km/hまたは175km/hに達する。
ヨーロッパの安全基準に合致しなくなったため1972年には後ろヒンジだったリアドアが前ヒンジになった。1979年から6,750ccエンジンに換装された。1982年にシルヴァースピリット用のエンジンに換装された。
1991年の製造中止までに374台が生産され、用途はほぼ全部がフォーマルであった。その大半がミュリナー・パークウォードがコーチワークを担当したリムジンとランドーレットで、この2つで合わせて359台であったが、他にはピエトロ・フルア製のドロップヘッドクーペとカブリオレが各1台、アルファという名のミュリナー・パークウォード製装甲リムジンが5台ある。